# Brwinów
Brwinów es una ciudad de Polonia ubicada en el voivodato de Mazovia. Tiene una población estimada, a fines de 2021, de 14 466 habitantes.
Es parte del área metropolitana de Varsovia.
Hasta 1954 fue la sede del municipio de Helenów y entre 1927 y 1949 fue también la ciudad principal de Letnisko-Brwinów. Entre 1975 y 1998 perteneció al voivodato de Varsovia.
La ciudad de Brwinów está situada en las llanuras Łowicz-Błonie.
El 1 de enero de 2021 la ciudad de Brwinów se expandió por parte de las áreas pertenecientes a los pueblos de Biskupice, Koszajec, Moszna y Parzniew, ubicados entre la vía férrea y la autopista A2. 

## Citadinos famosos
- Leszek Bugajski, escritor, editor de Twórczość y ensayista en Newsweek
- Leszek Engelking, poeta, traductor
- Henryk Waniek, pintor
- Wacław Kowalski, actor
- Bolesław Hryniewiecki, naturalista
- Jerzy Hryniewiecki, arquitecto
- Jarosław Iwaszkiewicz, escritor, poeta
- Aleksander Werner, pintor, escultor
- Wacław Werner, docente, físico